# Румму (деревня, Харьюмаа)
Ру́мму (эст. Rummu) — деревня на севере Эстонии в волости Куусалу, уезд Харьюмаа.

## География и описание
Расположена в 22 километрах к востоку от Таллина. Расстояние до волостного центра — посёлка Куусалу — около 6 км. Высота над уровнем моря — 41 метр. 

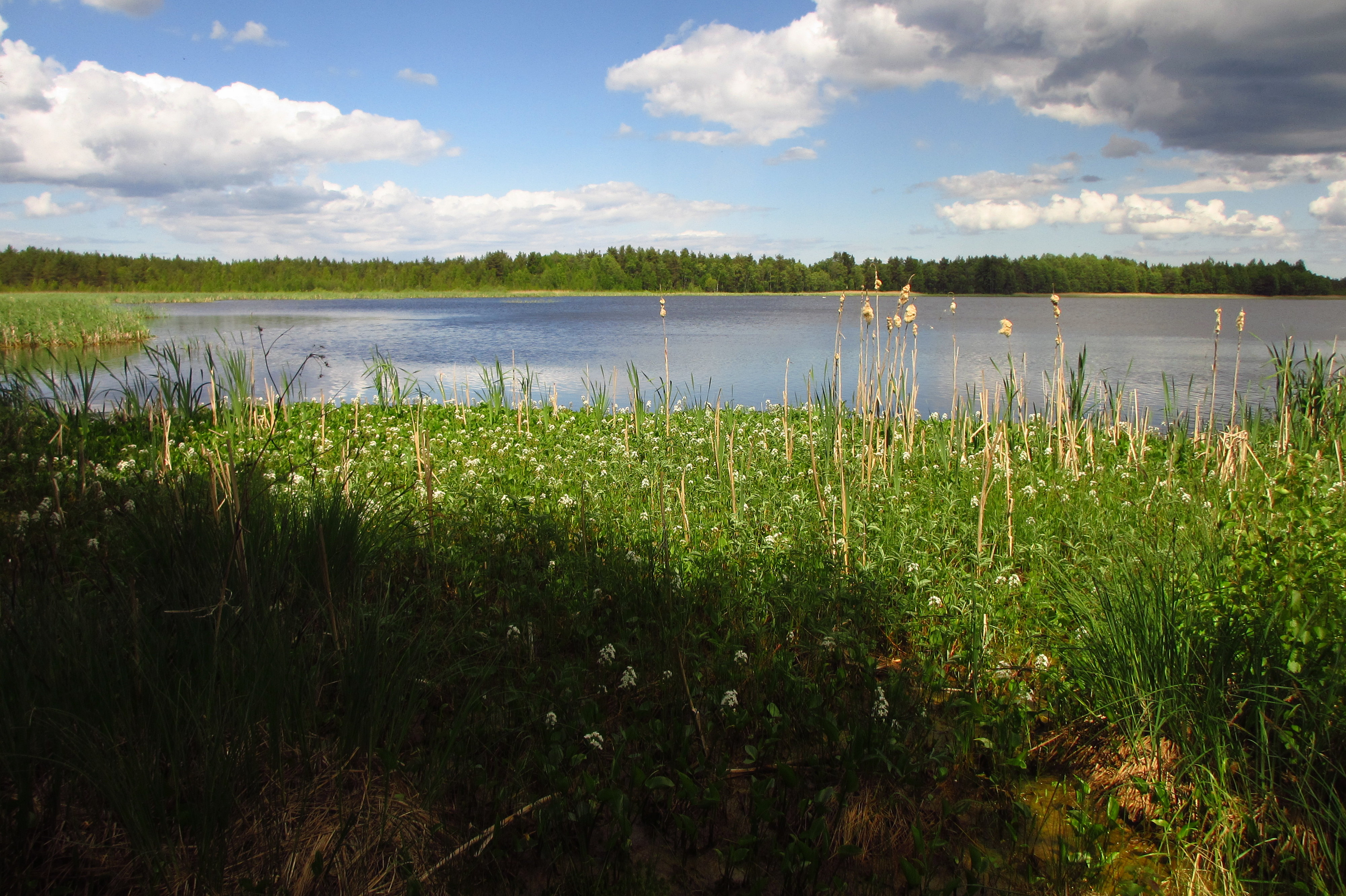
Озеро Румму

Через деревню проходит шоссе Таллин—Нарва.
На территории деревни расположено озеро Румму площадью 44,4 га. В озеро впадает ручей Кабернеэме.
Климат умеренный. Официальный язык — эстонский. Почтовый индекс — 74633.

## Население
По данным переписи населения 2021 года, в Румму насчитывалось 63 жителя, все — эстонцы.
По данным переписи населения 2011 года, число жителей деревни составило 63 человека, 62 (98,4 %) из них — эстонцы.
Численность населения деревни Румму по данным переписей населения:
| Год  | 1959 | 1970 | 2000 | 2011 | 2021 |
| ---- | ---- | ---- | ---- | ---- | ---- |
| Чел. | 70   | ↘ 69 | ↗ 71 | ↘ 63 | → 63 |

## История
В письменных источниках 1241 года (Датская поземельная книга) упоминается Rung, 1415 года — Runge (деревня), 1494 года — Runge (мыза), 1632 года — Rum, 1693 года — Rumm, 1922 года — Rummo.
В 1920-х годах, после земельной реформы, на землях мызы Румм (нем. Rumm, Румму, эст. Rummu mõis) сформировалось поселение. Небольшое каменное главное здание мызы было построено в середине или в конце 19-го столетия. В 1970-х годах разрушившееся строение было перестроено под двухэтажный жилой дом и в этом качестве используется до сих пор. Поселение Румму в 1977 году было объединено с деревней Кодасоо, в 1997 году восстановлено в качестве официальной деревни.

## Программа защиты эстонской архитектуры 20-го столетия
По инициативе Министерства культуры Эстонии, Департамента охраны памятников старины, Эстонской академии художеств и Музея архитектуры Эстонии в период с 2008 по 2013 год в рамках «Программы защиты эстонской архитектуры 20-го столетия» была составлена база данных самых ценных архитектурных произведений Эстонии XX века. В ней содержится информация о зданиях и сооружениях, построенных в 1870—1991 годы, которые предложено рассматривать как часть архитектурного наследия Эстонии и исходя из этого или охранять на государственном уровне, или взять на учёт. В этой базе данных есть объект, расположенный в деревне Румму:
- баптистский молельный дом, начало XX века, состояние хорошее, не используется[17].